# Convención Democrática de los Pueblos Africanos
La Convención Democrática de los Pueblos Africanos (CDPA, en francés: Convention démocratique des peuples africains) es un partido político de Togo.
El partido participó en las elecciones parlamentarias de octubre de 2007 aunque no obtuvo ningún escaño en el parlamento. Léopold Gnininvi, líder del partido, aceptó ser el ministro de Relaciones Exteriores en el gobierno formado después de las elecciones, siendo su trabajo criticado por gran parte de la oposición y por ciertos miembros del CDPA. Gandi Borouza, un miembro importante del CPDA, abandonó el partido en enero de 2008, argumentando que la participación de Gnininvi en el gobierno estaba perjudicando al partido.
El CDPA es miembro de la Internacional Socialista desde 1999.